# Hummel International

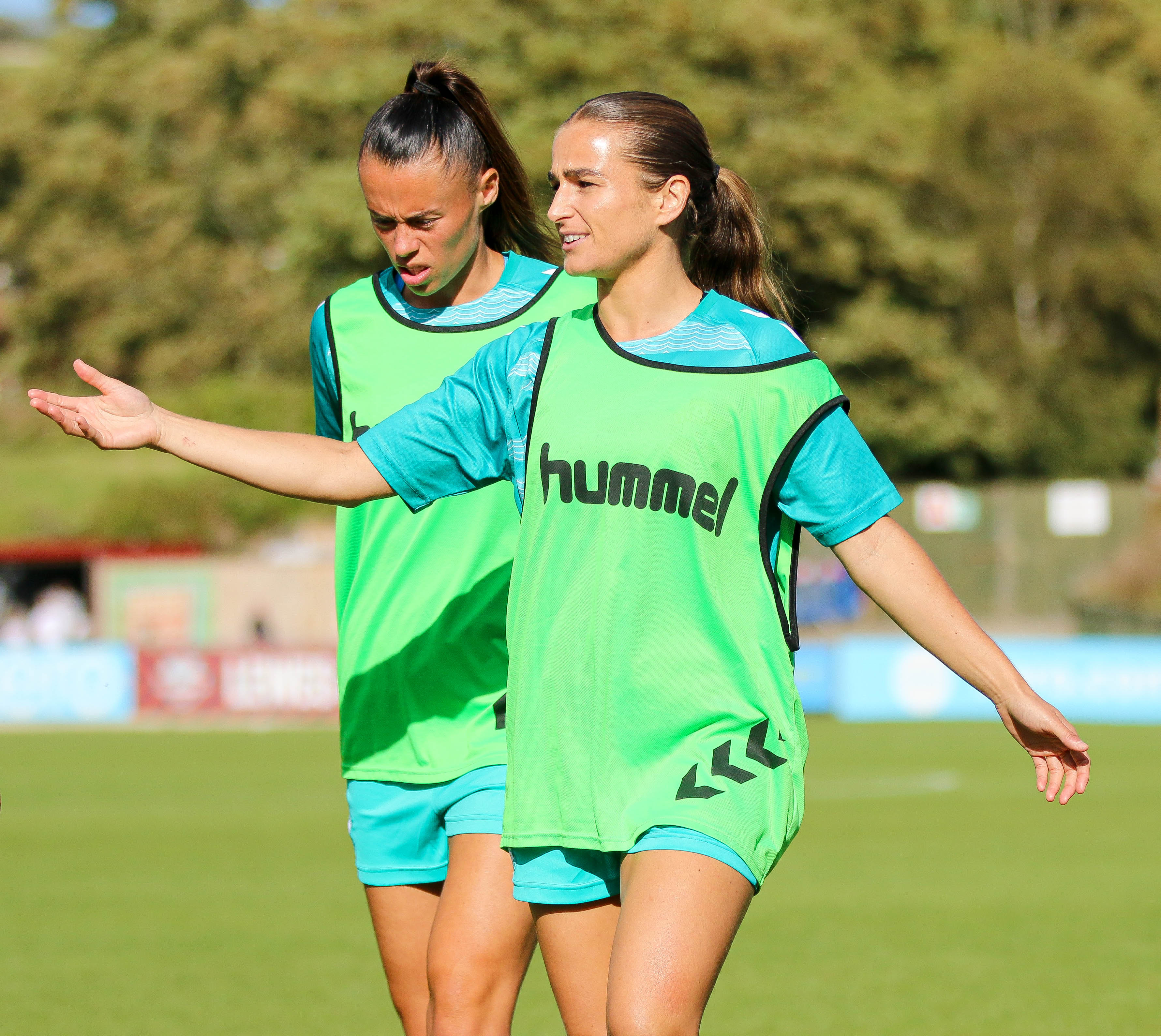
Kleding van Hummel gedragen door sportvrouwen

Hummel International is een Deense fabrikant van sportkleding en -accessoires. Het bedrijf produceert onder andere voor sporten als voetbal, handbal, basketbal, rugby, cricket en volleybal.
De onderneming werd in 1923 opgericht door de familie Messmer in Hamburg, Duitsland. In de Tweede Wereldoorlog werd de fabriek vernietigd en kwam de productie tot stilstand. Het merk werd in 1956 overgenomen door Bernhard Weckenbrock, die het bedrijf voortzette in Kevelaer. In 1975 werd het gekocht door zijn Deense importeur. Hummel is tegenwoordig gevestigd in Aarhus.
Hummel produceert kleding voor een groot aantal voetbalteams, zoals 1. FC Köln, Real Betis, Brøndby IF en het Deense nationale elftal. Per seizoen 2025-2026 zijn er geen teams in de Eredivisie, Eerste divisie en de Eerste klasse A die kleding van Hummel dragen. In de Eerste klasse B produceert het bedrijf enkel nog kleding voor Francs Borains.
Het logo van het bedrijf symboliseert een hommel. De naam van het merk wordt officieel met kleine letters geschreven.
Hummel wordt in Nederland gedistribueerd door de Deventrade Group.